# Fabriciana
Genre
Synonymes
- Prodryas Reuss, 1926 (preocc. Scudder, 1878)
- Profabriciana Reuss, 1926
- Protodryas Reuss, 1928

Fabriciana est un genre de lépidoptères (papillons) de la famille des Nymphalidae. Il regroupe une dizaine d'espèces, originaires de l'écozone paléarctique.

## Systématique
Le genre Fabriciana a été décrit par le lépidoptériste allemand Albert Franz Theodor Reuss en 1920. Son espèce type est Papilio niobe  Linnaeus, 1758.
Fabriciana a souvent été traité comme un sous-genre du genre Argynnis ou comme un synonyme.
Une étude de phylogénétique moléculaire publiée en 2017 a conduit à le considérer à nouveau comme un genre à part entière, au même titre que son genre frère, Speyeria.

## Espèces et distribution géographique
Le genre Fabriciana compte une dizaine d'espèces, dont le nombre et les délimitations exactes peuvent varier en fonction des sources.
Ces espèces sont toutes originaires de l'écozone paléarctique, leur diversité étant la plus grande en Asie centrale et orientale. Trois sont présentes en Europe : les deux espèces à large répartition que sont F. adippe et F. niobe, et l'endémique cyrno-sarde F. elisa.
Liste selon FUNET Tree of Life (17 septembre 2019) :
- Fabriciana adippe (Denis & Schiffermüller, 1775) — le Moyen nacré — large répartition, de l'Europe de l'Ouest au Japon.
- Fabriciana argyrospilata (Kotzsch, 1938) — en Afghanistan, dans le Pamir, au Pakistan et dans le Nord-Ouest de l'Inde.
- Fabriciana auresiana (Fruhstorfer, 1908) — le Moyen nacré des Atlas — au Maroc et en Algérie.
- Fabriciana elisa (Godart, [1824]) — le Nacré tyrrhénien — en Corse et en Sardaigne.
- Fabriciana hallasanensis Okano, 1998 — en Corée.
- Fabriciana jainadeva (Moore, 1864) — au Pakistan, dans le Nord de l'Inde et l'Ouest de l'Himalaya.
- Fabriciana kamala (Moore, 1857) — dans l'Himalaya, le Nord de l'Inde et du Pakistan.
- Fabriciana nerippe (C. & R. Felder, 1862) — en Corée, au Japon, en Chine et en Extrême-Orient russe.
- Fabriciana niobe (Linnaeus, 1758) — le Chiffre — large répartition, de l'Europe de l'Ouest à la Transbaïkalie.
- Fabriciana vorax (Butler, 1871) — en Corée, au Japon, en Chine et en Extrême-Orient russe.
- Fabriciana xipe (Grum-Grshimailo, 1891) — en Chine, en Mongolie, en Corée et en Extrême-Orient russe.

## Morphologie
Comme la plupart des Argynnini, les Fabriciana ont le dessus des ailes fauve orangé orné de nombreuses taches noires.
Ils se distinguent des genres voisins Argynnis et Speyeria par la présence, au revers de l'aile postérieure, d'une série de taches postdiscales rougeâtres pupillées de clair.

Fabriciana adippe, France – coll. MHNT
Fabriciana niobe, France – coll. MHNT